# الكسندر جيلمان
الكسندر جيلمان هو مخرج روسي، ولد في 21 ديسمبر 1960 في سانت بطرسبرغ في روسيا.

## وصلات خارجية
- الموقع الرسمي